# Мартінсвілл (Іллінойс)
Мартінсвілл (англ. Martinsville) — місто (англ. city) в США, в окрузі Кларк штату Іллінойс. Населення — 1118 осіб (2020).

## Географія
Мартінсвілл розташований за координатами 39°20′18″ пн. ш. 87°52′51″ зх. д. / 39.33833° пн. ш. 87.88083° зх. д. (39.338421, -87.880862).  За даними Бюро перепису населення США в 2010 році місто мало площу 5,40 км², з яких 5,32 км² — суходіл та 0,08 км² — водойми.

## Демографія
Згідно з переписом 2010 року, у місті мешкало 1167 осіб у 498 домогосподарствах у складі 315 родин. Густота населення становила 216 осіб/км².  Було 565 помешкань (105/км²).
Расовий склад населення:
| - 97,8 % — білих - 0,5 % — чорних або афроамериканців - 0,3 % — корінних американців - 0,1 % — вихідців з тихоокеанських островів - 0,1 % — азіатів |

До двох чи більше рас належало 1,3 %. Частка іспаномовних становила 0,9 % від усіх жителів.
За віковим діапазоном населення розподілялося таким чином: 23,9 % — особи молодші 18 років, 58,0 % — особи у віці 18—64 років, 18,1 % — особи у віці 65 років та старші. Медіана віку мешканця становила 39,4 року. На 100 осіб жіночої статі у місті припадало 93,5 чоловіків;  на 100 жінок у віці від 18 років та старших — 87,3 чоловіків також старших 18 років.
Середній дохід на одне домашнє господарство  становив 44 383 долари США (медіана — 38 565), а середній дохід на одну сім'ю — 50 349 доларів (медіана — 47 308). За межею бідності перебувало 17,6 % осіб, у тому числі 25,7 % дітей у віці до 18 років та 8,3 % осіб у віці 65 років та старших.
Цивільне працевлаштоване населення становило 550 осіб. Основні галузі зайнятості: виробництво — 20,5 %, освіта, охорона здоров'я та соціальна допомога — 19,3 %, роздрібна торгівля — 15,5 %, мистецтво, розваги та відпочинок — 12,7 %.